# Супрематизм № 58. Жовте і чорне
«Супрематизм № 58 Жовте і чорне» (також називається Супрематизмом. Вища кількість. 58 Жовтий і чорний) — супрематична картина російського та українського художника-авангардиста Казимира Малевича, написана у 1916 році.

## Опис
Картина складається із супрематичної композиції, в якій геометричні фігури (переважно витягнуті прямокутники) є головними героями. На тлі білого пергаменту чітка сіра кольорова фігура, яка виступає фоном для прямокутників, переважно чорного та жовтого, але також білого та синього кольору. Використання цього сірого фону є типовим для роботи Малевича. між ними Різні між собою прямокутники розташовані неправильно і з певним нахилом уздовж полотна. Ця особливість може бути знайдена і в інших роботах цього автора, що і Супрематизм (з вісьмома прямокутниками) або композиція супрематизму.